# Cédric Gracia
Cédric Gracia (ur. 23 lipca 1978 w Pau) – francuski kolarz górski, trzykrotny medalista mistrzostw świata i dwukrotny medalista mistrzostw Europy.

## Kariera
Pierwszy sukces w karierze Cédric Gracia osiągnął w 1996 roku, kiedy zwyciężył w downhillu juniorów podczas mistrzostw świata w Cairns. Rok później zdobył brązowy medal w downhillu podczas mistrzostw świata w Château d'Oex. W zawodach tych wyprzedzili go jedynie Francuz Nicolas Vouilloz oraz Amerykanin John Tomac. Na rozgrywanych cztery lata później mistrzostwach świata w Vail Francuz zajął drugie miejsce w four crossie. Wynik ten powtórzył podczas mistrzostw świata w Kaprun w 2002 roku. W obu przypadkach wyprzedził go tylko Brian Lopes z USA. Ponadto na mistrzostwach Europy w St. Wendel w 2001 roku zwyciężył w dual slalomie, a w downhillu był trzeci.
W lipcu 2013 roku ogłosił, że kończy swoją karierę w downhillu i zamierza się skupić na startach enduro.